# Dialectes italiens méridionaux
Pour les articles homonymes, voir Dialectes italiens.

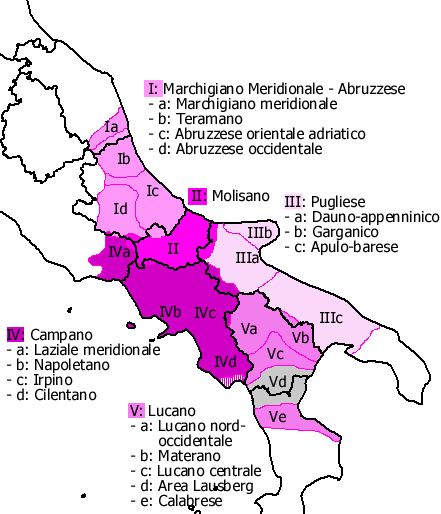
Carte du groupe italo-roman méridional.

Les dialectes italiens méridionaux (en italien, dialetti italiani meridionali, ou meridionali intermedi, ou encore, alto-meridionali) constituent dans la classification des dialectes italiens élaborée par Giovan Battista Pellegrini, une partie des dialectes parlés dans le Mezzogiorno et notamment ceux parlés dans les régions autour de la Campanie, sud des Marches et du Latium, Abruzzes, Molise, nord de la Calabre, Pouilles (sauf le Salento) et la Basilicate.

## Présentation
Ils comprennent notamment :
- l’abruzzais, parlé dans les Abruzzes et le molisano qui est le parler du Molise, auxquels on adjoint le marchiggiano meridionale parlé autour d’Ascoli Piceno dans le sud des Marches ;
- le diasystème des dialectes napolitains, comprenant le campanien (soit le napolitain de Naples et ses variantes suivant les contrées de Campanie : beneventano de Bénévent, salernitano de Salerne), le laziale meridionale dans le sud du Latium, ainsi que les variétés de lucan (ou lucanien), parlées en Basilicate qui incluent une partie du calabrais septentrional (parlé dans le nord de la Calabre), province de Cosenza ;
- les dialectes apuliens, parlés dans la région des Pouilles et comprenant trois variantes : le foggiano, parlé dans la province de Foggia ; le barese, usité dans les provinces de Bari, de Brindisi et dans les contrées orientales de la Basilicate ; et enfin le tarentin, parlé dans la ville de Tarente et ses proches alentours.